# Peter Vogt (Maler)
Peter Vogt (* 28. März 1944 in Prag; † 24. Mai 2013 in München) war ein Münchner Maler expressiv-gegenständlicher Gemälde.

## Leben
Peter Vogt studierte von 1964 bis 1970 an der Akademie der Bildenden Künste in München. 1974 wurde er mit dem Förderpreis der Stadt München für Malerei ausgezeichnet. 1983 erhielt er ein Stipendium der Gabriele Münter- und Johannes Eichner-Stiftung. Er lebte in München, wo er 2013 starb, und in der toskanischen Gemeinde Pitigliano.
Der Nachlass des Künstlers wird vom Künstler:innenarchiv der Stiftung Kunstfonds in Pulheim verwaltet. Im August und September 2014 wurden dort im Rahmen einer Ausstellung Bilder aus dem Spätwerk des Künstlers mit Beispielen zu den einzelnen Bildserien gezeigt. Fotografien des Ateliers rundeten den Einblick ab.

## Werk
Während des Studiums bei Jean-Jacques Deyrolle und Raimer Jochims experimentierte Peter Vogt mit Verfahren der Op Art und der Hard-Edge-Malerei. Nach seiner neunjährigen Tätigkeit als Kunsterzieher wandte er sich Ende der 1970er Jahre der figurativen Malerei zu. Er wurde in den 1980er Jahren als süddeutscher Vertreter der Jungen Wilden wahrgenommen. Es entstanden Körperbilder, Selbstbildnisse, Porträts, Stillleben und Naturbilder in breiten, schnell gesetzten Pinselstrichen. In einer Reihe von Selbstporträts setzte er mit den berühmten Selbstbildnissen Rembrandts auseinander. In den großformatigen Gemälden des sogenannten Michelangelo-Zyklus um 1983 zeigte er männliche Torsi in extremen Haltungen. Immer wieder griff Vogt kunsthistorische Vorbilder auf, die nicht in die zeitgenössische Malerei zu passen schienen, so auch in einer Reihe von Pietà-Darstellungen.
Anfang der 1990er Jahre änderte Vogt seine Malweise. Die gestischen Strukturen des Pinsels ersetzte er nun durch einen gleichmäßigen Farbauftrag und die Gegenstände wurden in fast fotorealistischer Klarheit dargestellt. Das bevorzugte Sujet waren frontal dargestellte Köpfe ohne Haare in monumentaler Größe und Konzentration auf das Gesicht. Diese Auseinandersetzung mit der Fotografie verstärkte er ab 1993, indem er gemalte Stillleben mit farblich darauf abgestimmten Fotos leerer Hotelzimmer kombinierte. Ab Mitte der 1990er Jahre malte er dann fotorealistisch präzise dargestellte Blumen in Fotografien verschwommen aufgenommener, leerer Vasen hinein. So thematisierte der Künstler die Wechselbeziehung der Medien Fotografie und Malerei. In seinen letzten Schaffensjahren schuf Peter Vogt neben Porträts von Frauen- und Kindern auch Landschaften, meist Berge.